# José Meade Kuribreña
José Antonio Meade Kuribreña (Cidade do México, 27 de fevereiro de 1969) é um economista e advogado mexicano, atual Secretário de Relações Exteriores do Governo Peña Nieto. Assumiu o cargo em 1 de dezembro de 2012, sucedendo a diplomata Patricia Espinosa do governo Calderón.